# Hà Trạch Thần Hội
Hà Trạch Thần Hội (zh. hézé shénhuì 荷澤神會, ja. kataku jin'e), 668-760 hoặc 670-762, là một Thiền sư Trung Quốc, môn đệ của Lục tổ Huệ Năng. Sư có công lớn trong việc thuyết phục triều đình nhà Đường công nhận dòng thiền của Lục tổ là chính tông và Tổ là người thừa kế chính của Ngũ tổ Hoằng Nhẫn. Sự quan hệ với triều đình, và nói chung các người cầm quyền chính trị, không làm cho tông Hà Trạch của sư hưng thịnh mà ngược lại, chỉ sau vài đời là tàn lụi. Kế thừa Sư, trong phái sau này chỉ có một vị còn được nhắc nhở đến, đó là Thiền sư Khuê Phong Tông Mật, vị Tổ thứ năm của Hoa Nghiêm tông.

## Cơ duyên & hành trạng
Sư họ Cao, quê ở Tương Dương. Lúc nhỏ sư theo thầy học Nho, hiểu rành Lão Trang (Lão tử, Trang tử). Trên đường tìm thầy chứng đạo, sư đến Bảo Lâm tự ở Tào Khê, nơi Lục tổ hoằng hoá.
Gặp Sư, Tổ hỏi: 
"Tri thức từ phương xa nhọc nhằn tìm đến, có đem được gốc (bản) đến chăng? Nếu có gốc phải biết chủ, thử nói xem?"
Sư thưa: "Lấy vô trụ làm gốc, thấy tức là chủ."
Tổ bảo: "Sa-di chớ nói càn."
Sư thưa: "Hoà thượng ngồi thiền là thấy hay chẳng thấy?"
Tổ đánh sư ba gậy, hỏi: "Ta đánh ngươi đau hay chẳng đau?"
Sư thưa: "Cũng đau cũng chẳng đau."
Tổ bảo: "Ta cũng thấy cũng chẳng thấy."
Sư hỏi: "Thế nào là cũng thấy cũng chẳng thấy?"
Tổ bảo: "Chỗ ta thấy là thường thấy lỗi lầm nơi tâm mình, không thấy việc phải quấy của người khác. Ấy là thấy cũng chẳng thấy. Ngươi nói cũng đau cũng chẳng đau là sao? Nếu ngươi chẳng đau thì đồng cây cỏ, nếu ngươi đau thì đồng với phàm phu, ắt khởi tâm giận hờn. Trước ngươi nói thấy chẳng thấy là hai bên, đau chẳng đau là sinh diệt. Ngươi không thấy tự tính mà dám cợt với người."
Nghe qua sư thất kinh, quỳ sám hối. Tổ bảo:
"Nếu ngươi tâm mê không thấy nên hỏi thiện tri thức chỉ đường. Nếu ngươi tâm ngộ liền tự thấy tính, y pháp tu hành. Ngươi đã mê không thấy tâm mình, trở lại hỏi ta thấy cùng chẳng thấy. Ta thấy thì ta tự biết, đâu thế cái mê cho ngươi được. Nếu ngươi tự thấy cũng không thế được cái mê cho ta. Tại sao không tự biết tự thấy, lại hỏi ta thấy cùng chẳng thấy?"
Sư lễ bái trăm lạy cầu xin sám hối.
Một hôm Tổ bảo chúng: "Ta có một vật không đầu không đuôi, không tên không họ, không lưng không mặt, các ngươi biết chăng?"
Sư bước ra thưa: "Ấy là bản nguyên của chư Phật, là Phật tính của Thần Hội."
Tổ bảo: "Đã nói với các ngươi là không tên không họ, ngươi lại kêu là bản nguyên Phật tính. Sau này ngươi ra trụ trì thì cũng chỉ thành tông đồ của hàng tri giải."
Sư lễ bái lui ra. Từ đây, sư ở lại hầu hạ Tổ năm năm đến khi Tổ tịch, không lúc nào rời.

## Ảnh hưởng đến Thiền tông
Khoảng 20 năm sau khi Tổ nhập diệt, sư hội họp tất cả những Thiền sư danh tiếng miền Nam, và tuyên rằng Huệ Năng chính là người nối pháp của Ngũ tổ và Thần Tú – lúc bấy giờ được vương triều công nhận là pháp tự của Thiền tông – vô cớ đoạt danh hiệu này của Huệ Năng, không phải là người được truyền y bát. Sư không quản nhọc công đi đến tận Trường An và Lạc Dương để nêu rõ và bảo vệ quan niệm này. Kết quả của việc làm mạo hiểm này là sư bị lưu đày xuống miền Nam. Nhưng sau một cuộc nổi loạn (755-757), triều đình nhớ lại danh tiếng của sư, muốn nương danh này để lấy lại lòng tin của dân. Sư được mời đến trụ trì chùa Hà Trạch (trước khi bị lưu đày sư đã trụ trì ở đây). Từ đây sư rất có uy tín trong triều đình và cuối cùng Huệ Năng và các vị thừa kế được công nhận là Thiền chính tông.
Đời nhà Đường niên hiệu Thượng Nguyên, sư từ biệt đại chúng, nửa đêm thị tịch. Vua ban hiệu là Chân Tông Đại sư. Tác phẩm Hiển tông ký của sư vẫn còn lưu hành.

## Sách tham khảo
- Fo Guang Ta-tz'u-tien 佛光大辭典. Fo Guang Ta-tz'u-tien pien-hsiu wei-yuan-hui 佛光大辭典編修委員會. Taipei: Fo-Guang ch'u-pan-she, 1988. (Phật Quang Đại Từ điển. Phật Quang Đại Từ điển biên tu uỷ viên hội. Đài Bắc: Phật Quang xuất bản xã, 1988.)
- Das Lexikon der Östlichen Weisheitslehren, Bern 1986.